# XVII Krajowy Festiwal Piosenki Polskiej w Opolu
XVII Krajowy Festiwal Piosenki Polskiej w Opolu – odbywał się od 23 do 30 czerwca 1979. Sześć festiwalowych dni w wyremontowanym amfiteatrze tysiąclecia. Solidny dach zastąpił brezentową prowizorkę. Koncerty to: Debiuty, Premiery, Przeboje 35-lecia, Przesłuchajmy to jeszcze raz, Plebiscyt Studia Gama oraz Mikrofon i Ekran (połączony z powtórzonym koncertem Przeboje 35-lecia). Odbyły się również recitale Wojciecha Młynarskiego, Marka Grechuty, Ewy Demarczyk oraz Bohdana Łazuki.

## KoncertPrzeboje 35-lecia25-26.06.1979
Koncert rozpoczynała zapowiedź Jana Suzina oraz Agnieszki Fitkau-Perepeczko, a dalej piosenki zapowiadał Tadeusz Sznuk.
I część koncertu
1. Mieczysław Fogg – Piosenka o mojej Warszawie
2. Lidia Korsakówna – Jak przygoda to tylko w Warszawie
3. Asocjacja Hagaw – Wesoły pociąg
4. Zbigniew Kurtycz – Cicha woda
5. Janusz Gniatkowski – Za kilka lat
6. Irena Santor – Walc Embarras
7. Rena Rolska – Złoty pierścionek
8. Grażyna Leśniak – Deszcz
9. Mieczysław Fogg – Pierwszy siwy włos
10. Magda Umer – Pamiętasz była jesień
11. Bohdan Łazuka – Dzisiaj, jutro, zawsze
12. Hanna Banaszak – Szeptem
13. Iga Cembrzyńska i Bohdan Łazuka – W siną dal
14. Maria Koterbska
  - Karuzela
15. oraz Megamix przebojów z okazji 30-lecia na scenie Maria Koterbska
  - Brzydula i rudzielec
  - Mój chłopiec piłkę kopie
  - Deszcz
  - Parasolki
  - Zachodzi słoneczko
  - Wrocławska piosenka

II część koncertu
1. Katarzyna Sobczyk – Mały książę
2. Tadeusz Chyła – Ballada o cysorzu
3. Irena Santor – Powrócisz tu
4. Urszula Sipińska – Zapomniałam
5. Czesław Niemen – Dziwny jest ten świat
6. Kazimierz Grześkowiak – Chłop żywemu nie przepuści
7. Marek Grechuta i Anawa – Niepewność
8. Alibabki – Kwiat jednej nocy
9. Wojciech Młynarski – W co się bawić
10. Jerzy Połomski – Cała sala śpiewa z nami
11. Czerwone Gitary
  - Niebo z moich stron
12. oraz Megamix przebojów Czerwone Gitary
  - Nie zadzieraj nosa
  - Historia jednej znajomości
  - Takie ładne oczy
  - Tak bardzo się starałem
  - Anna Maria
  - Płoną góry, płoną lasy

III część koncertu
1. Andrzej Dąbrowski – Do zakochania jeden krok
2. 2 plus 1 – Czerwone słoneczko
3. Halina Kunicka – Orkiestry dęte
4. Zdzisława Sośnicka – Dom, który mam
5. Ewa Bem – Kolega maj
6. Urszula Sipińska – Świat w zupełnie starym stylu
7. Halina Frąckowiak – Bądź gotowy dziś do drogi
8. Bogusław Mec – Jej portret
9. Andrzej Rosiewicz – Czy czuje pani cza-czę?
10. Zbigniew Wodecki – Izolda
11. Krzysztof Krawczyk – Parostatek
12. Bajm - Piechotą do lata
13. Czerwone Gitary – Nie spoczniemy
14. Maryla Rodowicz
  - Remedium
15. oraz Megamix przebojów Maryla Rodowicz
  - Mówiły mu
  - Jadą wozy kolorowe
  - Małgośka
  - Kolorowe jarmarki
  - Sing-sing

Sama publiczność oddawała głosy na złotą dziesiątkę, która pojawiła się w koncercie finałowym ostatniego dnia festiwalu.

## KoncertPlebiscyt Studia Gama27.06.1979
1. Vox – Lucy
2. Grażyna Łobaszewska – Sama jak co dnia
3. Maryla Rodowicz – Cyrk nocą
4. Anna Jantar – Nic nie może wiecznie trwać
5. Grupa pod Budą – Bardzo smutna piosenka retro
6. Ewa Bem – Żyj kolorowo
7. Urszula Sipińska – Sentymentalny dzień
8. Zdzisława Sośnicka – Kto się kocha w tobie
9. Irena Jarocka – Piosenka spod welonu
10. Krystyna Prońko
  - Jutro zaczyna się tu sezon
  - Poranne łzy
11. Zbigniew Wodecki – Opowiadaj mi tak
12. Bogusław Mec – Z wielkiej nieśmiałości mej
13. 2 plus 1 – Z popiołu i wosku
14. Piotr Loretz – Ja już tamtej nie pamiętam
15. Andrzej Zaorski – Polska cena strachu
16. Renata Danel – Wszystko w jednym słowie

## KoncertPremiery28.06.1979
1. Zdzisława Sośnicka – Żegnaj lato na rok
2. Bajm – Popatrz, to nasz kraj
3. Krystyna Prońko i Zbigniew Wodecki – Wspomnienie tamtych dni
4. Bogusław Mec – W białej ciszy powiek
5. Vox – Masz w oczach dwa nieba
6. Majka Jeżowska – Nutka za nutkę
7. 2 plus 1 – Taksówka nr. 5
8. Mieczysław Kujawa i zespół Tropicale Thaiti Granda Banda – Raj na plaży
9. Felicjan Andrzejczak – Peron łez
10. Andrzej Zaucha – Wieczór nad rzeką zdarzeń
11. Danuta Rinn i Zbigniew Wodecki – Kaprys losu
12. Zespół Wokalny PRiTv „26 S”
  - Dobrodziejstwo snu
  - Malowany dom
13. Grażyna Łobaszewska i Piotr Schulz – Śniadanie na trawie
14. Lidia Stanisławska – Przemyślałam to wszystko
15. Teresa Haremza – Sprzedaje łzy, kupuje sny
16. Ewa Bem – Rozeszło się po kościach
17. Renata Danel – Nie pytaj tylko idź
18. Zbigniew Wodecki – Przeszło mi
19. Grupa Pod Budą – Ballada o ciotce Matyldzie
20. Krystyna Prońko – Miód i sól

## KoncertDebiuty
1. Joanna Zagdańska
2. Grażyna Auguścik – To tylko chwilę trwa
3. Grupa „Parametr”
4. Elżbieta Midro
5. Mirosława Poślad i Zbigniew Książek – Piosenka dla Grażki
6. Grupa TO-TAM – Żołnierz B.Leśmian
7. Monika Dutkiewicz – Zostań na jesień

## KoncertZłote przeboje XXXV-lecia30.06.1979
1. Irena Santor
  - Walc Embarass
  - Powrócisz tu
2. Czesław Niemen
  - Piosenka o mojej Warszawie
  - Pieśń Wojów
  - Dziwny jest ten świat
3. Hanna Banaszak – Szeptem
4. Maria Koterbska – Karuzela
5. Urszula Sipińska – Zapomniałam
6. Maryla Rodowicz – Remedium
7. Alibabki – Kwiat jednej nocy
8. Andrzej Rosiewicz – Czy czuje Pani cza-czę?
9. Czerwone Gitary – Niebo z moich stron
10. Jerzy Połomski – Cała sala śpiewa z nami

## KoncertMikrofon i Ekran30.06.1979
Prowadzący: Liliana Głąbczyńska i Roman Frankl
1. Grażyna Auguścik – To tylko chwilę trwa
2. Monika Dutkiewicz – Zostań na jesień
3. Zbigniew Książek i Mirosława Poślad – Piosenka dla Grażki
4. Grupa pod Budą – Bardzo smutna piosenka retro (+ bis)
5. Maryla Rodowicz – Cyrk nocą
6. Felicjan Andrzejczak – Peron łez
7. S-26 – Malowany dom
8. Majka Jeżowska – Nutka w nutkę
9. Vox – Masz w oczach dwa nieba
10. Ewa Bem – Żyj kolorowo (+ bis)
11. Bogusław Mec – W białej ciszy powiek
12. Zbigniew Wodecki i Krystyna Prońko – Wspomnienia tych dni
13. Zdzisława Sośnicka – Żegnaj lato na rok (+ bis)

## Laureaci
Grand Prix
- Irena Santor za Walc Embarras

Nagrody w konkursie Premiery
1. ex aequo: 
- Żegnaj lato na rok (Trzciński/Olewicz) wykonanie: Zdzisława Sośnicka
- Wspomnienie tych dni (Wodecki/Terakowski) wykonanie: Krystyna Prońko i Zbigniew Wodecki

2. W białej ciszy powiek (Piątkowski/Sobczak) wykonanie: Bogusław Mec

3. Masz w oczach dwa nieba (Rynkowski/Rayer) wykonanie: grupa VOX
Plebiscyt „Studia Gama”
- Żyj kolorowo (Ptaszyn-Wróblewski/Młynarski) w wykonaniu Ewy Bem
- Bardzo smutna piosenka retro (Sikorowski) w wykonaniu Grupy „Pod Budą” (wyróżnienie jury)

Wyróżnienia
- Zespół Wokalny Orkiestry Rozrywkowej PRiTV w Poznaniu - „S-26”
- Maria Jeżowska

Nagroda dziennikarzy
- Ewa Demarczyk (za całokształt osiągnięć artystycznych)